# Operation Ramadan
Irakische Invasion (1980)

Entegham – Kaman 99 – Chorramschahr – Sultan 10 – Scorch Sword – Abadan – Kafka – Ashkan – Morwarid – Dezful
Pattsituation (1981)

Tavakol – Susangerd – H-3
Iranische Offensiven zur Befreiung iranischen Territoriums (1981–82)

Samen-ol-A'emeh – Tariq al-Qods – Fath ol-Mobin – Beit ol-Moqaddas – Rückeroberung Chorramschahrs
Iranische Offensiven im Irak (1982–84)

Ramadan/1. Basra – Moslem Ibn Aqil – Muharram ol-Harram – Morgenröte 1 – Morgenröte 2 – Morgenröte 3 – Morgenröte 4 – Morgenröte 5/2. Basra – Kheibar/3. Basra – Kurdenaufstand – Morgenröte 6 – Morgenröte 7 – Hawizeh-Marschland
Iranische Offensiven im Irak (1985–87)

Badr/4. Basra – Morgenröte 8 – 1. al-Faw – Morgenröte 9 – Karbala 1 – Karbala 2 – Karbala 3 – Fath 1 – Karbala 4/5. Basra – Karbala 5/6. Basra – Karbala 6 – Karbala 7 – Karbala 8/7. Basra – Karbala 9 – Karbala10 – Nasr 4
Letztes Kriegsjahr (1988)

Beit ol-Moqaddas 2 – Anfal – Halabdscha – Zafar 7 – Tawakalna ala Allah – 2. al-Faw – Shining Sun – 40 Sterne – Mersad
Tankerkrieg

Earnest Will – Prime Chance – Eager Glacier – Nimble Archer – Praying Mantis
Internationale Vorfälle

Stark – Iran-Air-Flug 655
Operation Ramadan war eine Offensive im Iran-Irak-Krieg.
Die Operation wurde im Juli 1982 in der Nähe Basras gestartet und war die größte Landschlacht seit dem Zweiten Weltkrieg.

## Vorgeschichte
Bis Mitte 1982 war der Irak fast vollkommen aus iranischem Territorium vertrieben worden und zog sich in den Süden des eigenen Landes zurück.
Saddam Hussein nutzte die israelische Invasion Libanons 1982 als Vorwand, um den Krieg zu beenden und den Libanesen Hilfe zu schicken.
Iran lehnte das Friedensangebot ab und begann, den Vorstoß in den Irak vorzubereiten.
Zuerst wiesen einige Politiker die Idee einer Invasion Iraks ab, da diese die gewonnene Sympathie bei den muslimischen Ländern verringern könnte.
Diese Politiker wurden von iranischen Militärs unterstützt.
Allerdings wurden diese Meinungen ignoriert.
Zu dieser Zeit befand sich die iranische Bevölkerung in einer Euphorie des Sieges.
So plante die Regierung eine Invasion, die die Zerstörung der irakischen Artillerie, die Vernichtung des 3. irakischen Korps und die Eroberung des Schatt al-Arabs umfasste.
Da der erste Tag der Operation mit dem heiligen Monat Ramadan zusammenfiel, nannten die Iraner die Offensive Operation Ramadan.

## Verlauf
Die Operation begann mit schwerem Artilleriefeuer, welches zwei Tage anhielt.
Dann, am 13. Juli, wurde der folgende Funkspruch auf iranischen Frequenzen durchgegeben:
Ya Saheb ez-Zaman! (O Herr der Zeit! - gemeint ist der (abwesende) 12. Imam der 12er-Shia)
Über 100.000 Pasdaran und Basidsch-e Mostaz'afin stießen in Richtung der irakischen Linien vor.
Diese wurden noch von der 16., 88. und 92. Panzerdivision sowie der 21. und 77. Infanteriedivision unterstützt.
Die Pasdaran und Basidsch-e Mostaz'afin wurden hauptsächlich benutzt, um Minenfelder detonieren zu lassen und Platz für die Panzer zu machen. Nach dem achten Tag war der Iran über 16 km in irakisches Territorium vorgedrungen und hatte mehrere Brücken eingenommen.
Jedoch kam der Angriff ins Stocken, da die iranischen Soldaten als Abwehrmaßnahmen Schützengräben anlegten.
Dies war nach Ansicht der Militärs nötig, weil die Iraker Mi-25s und französische Aérospatiales
einsetzten, um die iranischen Panzer und mechanisierte Infanterie beim Vorstoßen aufzuhalten.
Diese „Hunter-Killer“-Teams aus irakischen Hubschraubern, die mit Hilfe der ostdeutschen Berater gebildet worden waren, erwiesen sich als sehr nützlich für den Irak, da sie dem Iran hohe Verluste zufügten.
Die Operation war auch bemerkenswert durch die Luftkämpfe zwischen irakischen MiGs und iranischen McDonnell F-4.
Am 16. Juli versuchte der Iran wieder, weiter nach Norden vorzustoßen, was auch gelang.
Aber die schlecht ausgebildeten Iraner wurden von den besser ausgebildeten irakischen Soldaten und Panzern nur 12 km vor Basra abgefangen.
Bei den folgenden Kämpfen gab es schwere Verluste auf beiden Seiten.
Der Irak war gezwungen, die 3., 9. und die 10. Panzerdivision für den Gegenangriff einzusetzen, um ein Einbrechen der Front zu verhindern.
Dies gelang den Irakern aber auch nur unter hohen Verlusten.
Die 9. Panzerdivision musste aufgelöst werden und wurde bis heute nicht wieder rekonstruiert.

## Folgen
Die Operation war die erste von vielen katastrophalen Offensiven, die Tausende von Menschenleben kosteten.
Im Rückblick fehlte der iranischen Regierung die effektive Steuerung und die Kontrolle über ihre Armeen, der Luftunterstützung und die Logistik, um eine gelungene Offensive zu planen.
Saddam Hussein bot in den folgenden Jahren mehrere Friedensverträge an, wovon keine von der revolutionären Regierung angenommen wurden.